# Опёнышева, Арина Павловна
Арина Павловна Опёнышева (род. 24 марта 1999, Зеленогорск, Красноярский край) — российская пловчиха, участница Олимпиады 2016 года. Заслуженный мастер спорта России.

## Карьера
Плаванием занимается с семи лет, тренируется в СДЮШОР «Олимп», личный тренер - В.М. Авдеев. Выступает за РЦСП «Академия летних видов спорта» (Красноярский край). Специализируется на плавании вольным стилем.
На чемпионате России 2014 года стала серебряным призёром на дистанции 400 метров и двукратным бронзовым призёром на дистанциях 200 и 800 метров. На следующем чемпионате страны Арина стала чемпионкой на дистанции 400 метров.
Чемпионат России 2016 года стал самым удачным для Арины: она завоевала два золота - на дистанциях 400 и 800 метров, а также завоевала бронзу на дистанции 200 метров.
Имеет хорошие результаты и в плавании на короткой воде. Чемпионка России 2015 года на дистанции 400 метров. Бронзовый призёр чемпионатов России 2013 (200 метров), 2014 (200 метров) и 2015 года (800 метров).
В 2013 году на Европейский юношеский Олимпийский фестиваль завоевала восемь золотых медалей.
В 2014 году на чемпионате Европы по плаванию среди юниоров в Утрехте завоевала семь золотых медалей.
В 2015 году на чемпионате мира по плаванию среди юниоров стала чемпионкой в смешанной эстафете 4×100 метров, а также завоевала два серебра и три бронзы.
На Европейских играх стала чемпионкой на дистанциях 200 и 400 метров, в эстафетах 4×100 и 4×200 метров вольным стилем, в комбинированной эстафете 4×100 метров и в двух смешанных эстафетах 4×100 метров - комбинированной и вольным стилем.
С 2016 года включена в сборную России. Участвовала в Олимпиаде 2016 года в Рио-де-Жанейро. Выступала на дистанциях 200 (18 место), 400 (20 место) и 800 метров (26 место) вольным стилем. А также седьмое место в эстафете 4х200 метров вольным стилем.
На чемпионате мира по плаванию на короткой воде 2016 года стала бронзовым призёром в эстафете 4х200 метров вольным стилем.
На Универсиаде 2017 года в Тайбэе стала победителем в кролевой эстафете 4×200 м в составе команды: Анастасия Гуженкова, Валерия Саламатина, Мария Баклакова, Арина Опенышева с результатом 7.55,28. Россиянки в борьбе за золото вырвали у американок 0,04 секунды, серебряным призёром в эстафете 4×100 метров вольным стилем и бронзовым призёром на дистанции 100 м. кролем.